# Александрийски патриарх
В древността титлата александрийски патриарх е била титлата на ръководителя на Александрийската църква – 1 от 5-те древни патриаршии.

## Използващи църкви
Вследствие на разцепленията в християнската църква днес титлата „антиохийски патриарх“ се използва от няколко различни христиняски деноминации:
- Миафизитската Коптска православна църква, със седалище в Кайро и Александрия, брой вярващи: около 15 млн. души.
- Православната Александрийска православна църква, със седалище в Кайро и Александрия, брой вярващи: около 1,2 млн. души – вижте Александрийски православен патриарх.
- Източнокатолическата Коптска католическа църква, със седалище в Александрия, брой вярващи: около 240 хил. души.
- Източнокатолическата Мелкитска византийска църква, със седалище в Дамаск, брой вярващи: около 1 млн. души, също носи и почетната титла „александрийски патриарх“ (ръководителят на Мелкитската църква използва едновременно и титлата „антиохийски патриарх“ и „йерусалимски патриарх“).

Римокатолиците от западен обред са имали свой почетен александрийски патриарх, но през 1964 г. титлата е премахната.

## История
Първият александрийски патриарх е бил апостол св. Марк.
Исторически първото разцепление става през 451 г. на Халкедонския вселенски събор, когато става разрив между православни-халкедонци (източноправославни) и православни-нехалкедонци (монофизити или миафизити). Въпреки разцелението, обаче патриархът е един чак до 536 г. През периода 451-536 гг. патриархът веднъж е към едната, а друг път към другата фракция, в зависимост от това коя фракция е по-силна.
Важно е да се знае, че официалната държавна политика винаги е подкрепяла халкедонската фракция, докато повечето свещенослужители и вярващи са били на страната на нехалкедонската фракция.
Последният общ патриарх е бил Теодисий Първи, избран през 535 г., когото император Юстиниан Първи отстранява от поста през 536 г. и го изпраща на доживотно заточение, като междувременно свиква нов събор, където е избран нов патриарх в лицето на Павел Първи. Нехалкедонците решително отхвърлят новия патриарх и остават верни на Теодосий чак до неговата смърт през 567 г., когато избират нов патриарх. Оттогава има 2 патриарха - един халкедонски и един нехалкедонски, съответно на Александрийската православна църква и на Коптската православна църква.
Трябва да се отбележи и определена етническа разлика между двете групи. Докато местното коптско население е към нехалкедонската група, то халкедонската група се подкрепя преди всичко от местното гръцко население. Имало е и политически момент: мнозина копти са разглеждали халкедонците като местни представители на „чуждия“ гръцки император.
След 7 век започва засилената арабизация на Египет, тези етнически различия бавно се заличават, като и двете групи стават араби в езиково-културно отношение. Днес и двете групи говорят на арабски език и използват църковния език – съответно коптския и гръцкия, само като богослужебен.
През 1215 г. римският папа създава и трети александрийски патриарх - „латински патриарх на Александрия“, за да покаже своите претенции към християните в Африка. Католическата мисия обаче остава неуспешна, като халкедонците и нехалкедонците не се присъединяват към Ватикана. Титлата на латински патриарх на Александрия е прекратена официално от Ватикана през 1964 г.
Все пак Ватиканът през 1741 г. успява да се намеси в спор в Коптската църква, като създава там своя фракция, наброяваща около 2 хиляди души. Това е днешната Коптска католическа църква, която се ръководи от коптския католически патриарх – алексанрдийския патриарх, с най-малко на брой вярващи.